# Fritz Thyssen
Friedrich „Fritz” Thyssen (ur. 9 listopada 1873, zm. 8 lutego 1951) – niemiecki przemysłowiec, od 1926 dyrektor koncernu stalowego Thyssen AG (obecnie ThyssenKrupp), członek NSDAP oraz członek pruskiej Rady Państwa.

## Czasy przedwojenne
Thyssen był niemieckim nacjonalistą, który poparł narodowy socjalizm wierząc, że jest on zabezpieczeniem przed wybuchem rewolucji komunistycznej w Niemczech.
Powojenni śledczy odkryli, że przekazał 650 000 reichmarek na rzecz prawicowych partii, głównie nazistów, chociaż sam Thyssen twierdził, że samej NSDAP darował 1 000 000 reichmarek.
W listopadzie 1932 r. Thyssen i Hjalmar Schacht byli głównymi organizatorami listu do prezydenta Paula von Hindenburga wzywającego go do mianowania Hitlera kanclerzem.
Początkowo nie sprzeciwiał się dyskryminacji Żydów w życiu publicznym, lecz zmienił poglądy po pogromach w czasie nocy kryształowej w listopadzie 1938 roku. Od tego czasu krytykował politykę gospodarczą reżimu, który podporządkowywał całą gospodarkę zbrojeniu i przygotowaniom do wojny.

## II wojna światowa
Po wybuchu II wojny światowej, Thyssen emigrował wraz z rodziną do Szwajcarii, a następnie do Francji, skąd wysłał do Hermanna Göringa list protestacyjny w sprawie działań wojennych oraz gdzie, razem z Emery Revesem (Imre Révészem), rzekomo napisał książkę „I Paid Hitler” (w rzeczywistości napisał ją sam Reves na podstawie stenogramów wywiadów przeprowadzonych z Thyssenem, który nie autoryzował tekstu w całości i nie wyraził zgody na publikację), ujawniającą kulisy finansowania NSDAP przez niemieckich przedsiębiorców. W tym samym czasie został pozbawiony obywatelstwa niemieckiego, usunięty z partii i Rady Państwa, a jego majątek skonfiskowano. Po zajęciu Francji przez Niemcy został aresztowany i przetransportowany, najpierw do Hotelu Adlon w Berlinie, a następnie w 1943 r. do obozu koncentracyjnego Sachsenhausen.
W lutym 1945 r. przeniesiony do KL Dachau, skąd pod koniec kwietnia został przeniesiony do Tyrolu jako zakładnik oddziału SS, z którego rąk uwolnili go żołnierze Wehrmachtu i przekazali amerykańskiej armii 4 maja 1945 roku.

## Życie powojenne
Po zakończeniu wojny, Thyssen był sądzony w procesach denazyfikacyjnych za przynależność do NSDAP oraz złe traktowanie swoich żydowskich pracowników przez jego firmy w latach 30. XX wieku. W dniu 2 października 1948 r. sąd skazał go na grzywnę w wysokości 15% jego majątku jako rekompensatę dla pracowników, którzy ucierpieli w wyniku jego polityki.
W styczniu 1950, wraz z żoną wyemigrowali do Buenos Aires, gdzie zmarł w następnym roku. Thyssen został pochowany w rodzinnym mauzoleum w Mülheim.

## Kontrowersje
W wydanej w 1944 roku książce Naziści schodzą do podziemia, Curt Riess przedstawia teorię, że ucieczka Thyssena do Francji stanowiła element planu partii nazistowskiej, mającego na celu podstawienie aliantom „opozycjonisty” – potencjalnego szefa nowego niemieckiego rządu, co stanowiłoby zabezpieczenie jej wpływów, gdyby inwazja na Francję zakończyła się porażką prowadzącą do odsunięcia od władzy ówczesnych oficjeli partyjnych.
Jako argument autor przytacza m.in. początkowo ekskluzywne warunki aresztu Thyssena, którego aresztowanie nastąpiło w okresie pisania książki przez Reissa.